# New Hebron
New Hebron é uma cidade  localizada no estado americano de Mississippi, no Condado de Lawrence.

## Demografia
Segundo o censo americano de 2000, a sua população era de 447 habitantes.
Em 2006, foi estimada uma população de 444, um decréscimo de 3 (-0.7%).

## Geografia
De acordo com o United States Census Bureau tem uma área de
1,7 km², dos quais 1,7 km² cobertos por terra e 0,0 km² cobertos por água. New Hebron localiza-se a aproximadamente 113 m acima do nível do mar.

## Localidades na vizinhança
O diagrama seguinte representa as localidades num raio de 28 km ao redor de New Hebron.